# Li Jianguo
Li Jianguo, född 1946 är en kinesisk kommunistisk politiker på ledande nivå. Han var ledamot i 16:e centralkommittén av Kinas kommunistiska parti och är vice ordförande och generalsekreterare för Nationella folkkongressen och ledamot av politbyrån i Kinas kommunistiska parti.
Han studerade kinesiska vid Shandongs universitet och gick med i Kinas kommunistiska parti 1971. I sin tidiga karriär arbertade han länge i kuststaden Tianjin och tjänstgjorde en tid som sekreterare åt Li Ruihuan, som var partichef i staden. Li var partichef i Shaanxi i tio år och anses därför ha starka kopplingar till president Xi Jinpings "Shaanxi-klick".